# Donegal (Pensilvania)
Donegal es un borough ubicado en el condado de Westmoreland en el estado estadounidense de Pensilvania. En el año 2000 tenía una población de 165 habitantes y una densidad poblacional de 323.7 personas por km².

## Geografía
Donegal se encuentra ubicado en las coordenadas 40°06′42″N 79°22′55″O / 40.11167, -79.38194.

## Demografía
Según la Oficina del Censo en 2000 los ingresos medios por hogar en la localidad eran de $23,875 y los ingresos medios por familia eran $25,417. Los hombres tenían unos ingresos medios de $32,000 frente a los $13,958 para las mujeres. La renta per cápita para la localidad era de $12,656. Alrededor del 20% de la población estaba por debajo del umbral de pobreza.